# Hamerstorf
Hamerstorf ist ein Dorf der Gemeinde Suderburg in der Samtgemeinde Suderburg im Landkreis Uelzen, Niedersachsen.

## Geographie
Hamerstorf liegt am Stahlbach, welcher in die Hardau, Gerdau, Stederau und Ilmenau fließt. Das Dorf ist zu etwa 50 % bewaldet.
Das Dorf wird von Endmoränen durchzogen. Drei Sandkuhlen wurden in der Vergangenheit ausgebeutet.

## Geschichte

### Gründung
Die Gründung wird sicher deutlich vor der ersten urkundlichen Erwähnung als Hamerstorpe (1200) gewesen sein.
In der Frühzeit gab es nur einzelne Höfe in Hamerstorf. Erst in der Neuzeit wurde Hamerstorf als Siedlung für auswärts Arbeitende besiedelt.

### Neuzeit
Im Jahre 1847 wurde die Bahnstrecke Celle – Uelzen – Lüneburg – Harburg – Wilhelmsburg in Betrieb genommen, an der auch Hamerstorf liegt. Hamerstorf hatte aber nie einen Bahnhof.
Am 1. Juli 1972 wurde Hamerstorf in die Gemeinde Suderburg eingegliedert.
Am 14. Juni 1999 und 20. Juni 2000 gab es einen Wald- bzw. Böschungsbrand in Hamerstorf.
Am 1. August 2001 blockierten etwa 200 Castor-Gegner die Bahngleise bei Hamerstorf.
Am Jahresanfang 2003 gab es in Hamerstorf ein Hochwasser, das die Keller der anliegenden Häuser des Stahlbachs überflutete.

### Religionen
Hamerstorf gehört zur Evangelisch-lutherischen St-Remigius-Kirchengemeinde, Suderburg.

### Einwohnerentwicklung
- 1933: 139 Einwohner
- 1939: 155 Einwohner[6]
- 1961: 233 Einwohner[7]
- 1970: 220 Einwohner[8]
- 2003: 136 Einwohner[9]
- 2008: 116 Einwohner
- 2014: 99 Einwohner[10]

## Politik
Hamerstorf ist politisch ein Teil der Gemeinde Suderburg und hat daher seit der Gemeindereform 1972 keine eigene Verwaltung mehr.
Alljährlich fand eine Bürgerversammlung, die so genannte Bauernrechnung, statt. Auf dieser Bürgerversammlung standen Rat und Verwaltung der Gemeinde Suderburg den Bürgern Rede und Antwort. Diese findet seit 2007 nicht mehr statt, die Einwohner Hamerstorfs können seitdem zu der Bauernrechnung in Suderburg gehen.

## Kultur und Vereinswesen
Hamerstorf war dreimal Kreissieger im Wettbewerb Unser Dorf soll schöner werden.
Im Jahre 1952 gründete die Dorfgemeinschaft den Schützenverein Hamerstorf e.v., der Verein hat ca. 60 Mitglieder (Stand 2014).
Einmal jährlich findet die Bauernrechnung, der Kinderfasching, das Osterfeuer und das Schützenfest statt.
Es gibt einen „grünen Pfad“ zwischen Holxen und Hamerstorf zur Erklärung der umliegenden Felder.

## Wirtschaft und Infrastruktur

### Verkehr
Das prägende Element in Hamerstorf ist die doppelgleisige Eisenbahntrasse von Hamburg nach Hannover, die im Westen direkt an das Dorf grenzt. Sie überbrückt dabei eine Seitenverbindung nach Klein Süstedt. Diese wurde 2003 erneuert. Die Kreisstraße K 27 führt von Holxen nach Suderburg durch Hamerstorf (und ist dort als Stahlbachstraße bezeichnet). Es gibt folgende Dorfstraßen: Alter Stadtweg, Auf dem Kampe, Birkenweg, Schulweg, Schützenstraße, Stahlbachstraße, Twietweg, Zum Wasserwerk. Im Ort gibt es eine Bushaltestelle des lokalen ÖNV.